# Wolfgang Jansen (Schauspieler)
Wolfgang Jansen (* 3. April 1938 in Danzig; † 9. Januar 1988 in Hamburg) war ein deutscher Schauspieler.

## Leben und Karriere
Wolfgang Jansen, Sohn des Bildhauers Bernhard Jansen und der Sängerin Elli Jansen, gehörte als Kind zu den Überlebenden des 1945 versenkten Flüchtlingsschiffes Wilhelm Gustloff. Dabei verlor er seine Eltern und wuchs in Berlin bei der Großmutter auf. Schon bald betätigte sich Jansen in Statistenrollen an verschiedenen Berliner Theatern.
In dem Schmugglerfilm Sündige Grenze erhielt er 1951 seine erste Filmrolle. Von da ab war er auf die Rolle des rotzfrechen Bengels festgelegt, er spielte in zahlreichen Filmen der fünfziger Jahre neugierige, vorwitzige Schüler und Lehrlinge.  
Als er die Rolle des Film-Teenagers nicht mehr ausfüllen konnte, wandte sich Jansen dem Fernsehen zu, wo er in zahlreichen Sendungen Kostproben seiner komödiantischen Fähigkeiten gab, und moderierte 1974 die Kinderserie Kli-Kla-Klawitter. Er zeigte sich jetzt auch an mehreren deutschen Theatern.
Für das West-Sandmännchen (NDR) drehte er 70 Folgen zu "Fauch und Sebastian". Dabei geht es um die Erlebnisse eines jungen Mannes, des Dichters Sebastian Schimmelpfennig, mit einer als kleiner Drache Fauch agierenden Handpuppe: Sebastian hatte Fauch eigentlich nur in seinen Kinderbüchern beschrieben, doch eines Tages wurde dieser quicklebendig. Er machte sich in Sebastians Wohnung breit, spielte an dessen Schreibmaschine und lümmelte sogar im Bett herum. Der Dichter war anfangs gar nicht begeistert. Doch stutzig wurde er, als Fauch versprach, ihm jeden Tag neue Geschichten zu erzählen. Ein gefundenes Fressen für den Schriftsteller! Sebastian war versöhnt und Fauch durfte bleiben. (Darsteller: Wolfgang Jansen. Regie, Sprecher, Puppengestaltung, Puppenführung: Jiri Prochazka. Musik: Eugen Illin. Redaktion: Helga Mauersberger. Produktion: Telefilm Saar GmbH, Saarbrücken.)
Im Jahr 1983 wurde seine Ehe mit einer Arzthelferin nach 22 Jahren geschieden, und kurz darauf verunglückte seine neue Lebensgefährtin tödlich. Er selbst verlor 1985 bei einem Zugunglück in Darmstadt das rechte Bein. Wolfgang Jansen starb 1988 im Alter von 49 Jahren in ärmlichsten Verhältnissen.

## Filmografie (Auswahl)
- 1951: Sündige Grenze
- 1951: Warum? (Kurzfilm)
- 1952: Postlagernd Turteltaube
- 1952: Der keusche Lebemann
- 1952: Der Kampf der Tertia
- 1953: Hollandmädel
- 1953: Schlagerparade
- 1953: Der Vetter aus Dingsda
- 1954: Der Raub der Sabinerinnen
- 1954: Mädchen mit Zukunft
- 1954: Du bist die Richtige
- 1955: Die Deutschmeister
- 1955: Drei Jungen, ein Mädchen (Fernsehfilm)
- 1956: Schiff ohne Hafen (Fernsehfilm)
- 1956: Husarenmanöver
- 1956: Liebe
- 1956: Liebe, Sommer und Musik
- 1957: Ober, zahlen!
- 1957: Dort in der Wachau
- 1957: Der Wilderer vom Silberwald
- 1958: Heiratskandidaten
- 1958: Hallo Taxi
- 1958: Die Straße
- 1959: Herrn Josefs letzte Liebe
- 1959: Melodie und Rhythmus
- 1960: Ich heirate Herrn Direktor
- 1960: Die zornigen jungen Männer
- 1960: …und nach uns die Sintflut (Fernsehfilm)
- 1960: Wegen Verführung Minderjähriger
- 1960: Eine Frau fürs ganze Leben
- 1960: Hohe Tannen (Köhlerliesel)
- 1961: Drei weiße Birken
- 1961: Der Besuch im Karzer (Fernsehfilm)
- 1962: Barras heute
- 1962–1963: Alle meine Tiere (Fernsehserie, 9 Folgen)
- 1963: Der Musterknabe
- 1964: Unsere tollen Tanten in der Südsee
- 1964: Nebelmörder
- 1964: Flug in Gefahr (Fernsehfilm)
- 1964: Sie schreiben mit – Nicht träumen Marie (Fernsehserie)
- 1965: Zeitsperre (Fernsehfilm)
- 1965: Ein Ferienbett mit 100 PS
- 1966: Zehn Prozent (Fernsehfilm)
- 1966: Familie Hansen (Fernsehserie, Folge: Die Stilkommode)
- 1967: Die Heiden von Kummerow und ihre lustigen Streiche
- 1967: Im Ballhaus ist Musike (Fernsehfilm)
- 1967: Bratkartoffeln inbegriffen (Fernsehfilm)
- 1967: Sie schreiben mit – Studentenehe (Fernsehserie)
- 1969: Lauf doch nicht splitternackt herum (Fernsehfilm)
- 1969: Marinemeuterei 1917 (Fernsehfilm)
- 1969: Das Geheimnis von Santa Vittoria (The Secret of Santa Vittoria)
- 1970: Nachbarn sind zum Ärgern da
- 1970: Frau Wirtin treibt es jetzt noch toller
- 1971: Fußballtrainer Wulff
- 1972: Lehrmädchen-Report
- 1972: Die liebestollen Apothekerstöchter
- 1973: Schlüsselloch-Report
- 1973: Was Schulmädchen verschweigen
- 1974: Kli-Kla-Klawitter (Fernsehserie)
- 1975–1976: Das feuerrote Spielmobil (Fernsehreihe, 17 Folgen)
- 1976: Schulmädchen-Porno
- 1977: Aus heiterem Himmel (Fernsehspiel)
- 1977: Spuk in Felixburg (Fernsehfilm)
- 1978: Zwei tolle Käfer räumen auf
- 1978–1981: Fauch und Sebastian (Fernsehreihe, 70 Folgen)
- 1979: Jauche und Levkojen (Fernsehreihe, 1 Folge)
- 1980: Un-Ruhestand – Geschichten vom Älterwerden (Fernsehreihe, 1 Folge)
- 1983: Das verrückte Strandhotel
- 1984: Her mit den kleinen Schweinchen
- 1985: Tatort – Baranskis Geschäft (Fernsehfilm)
- 1987: Großstadtrevier (Fernsehserie)
- 1987: Jokehnen (Fernsehserie)